# صفر کلوین (فیلم)
صفر کلوین (انگلیسی: Zero Kelvin) یک فیلم درام نروژی به کارگردانی هانس پتر مولاند است که در سال ۱۹۹۵ منتشر شد. از بازیگران آن می‌توان به استلان اسکاشگورد اشاره کرد.